# Raphael Bostic
Raphael W. Bostic (New York City, 5 giugno 1966) è un economista statunitense, 15º Presidente e CEO della Federal Reserve di Atlanta dal 2017. Durante la carriera accademica, Bostic è stato presidente del Dipartimento di governance, management e politica alla Price School of Public Policy all'Università della California del Sud..

## Biografia
Bostic è nato da Rafael Theodore Bostic (di St. Croix) e Viola Williams a New York ed è cresciuto a Delran Township, New Jersey, dove ha studiato alla Delran High School. Si è laureato presso l'Università di Harvard nel 1987 con una specializzazione combinata in economia e psicologia. Nel 1995 ha conseguito il dottorato in economia presso l'Università di Stanford.
Bostic è stato membro del consiglio di Freddie Mac, Lincoln Institute of Land Policy e Abode Communities. È membro della National Association of Public Administration, vicepresidente dell'Association for Public Policy Analysis and Management, membro del consiglio di amministrazione di Enterprise Community Partners e membro del comitato consultivo di ricerca del Reinvestment Fund.
Bostic è stato economista per il Federal Reserve Board of Governors dal 1995 al 2001 e assistente-segretario per lo sviluppo delle politiche e la ricerca presso il Dipartimento per l'edilizia abitativa e lo sviluppo urbano degli Stati Uniti dal 2009 al 2012. È stato presidente del Dipartimento per la governance, la gestione e il Policy Process presso la Sol Price School of Public Policy della University of Southern California dal 2012 al 2017.
Nel 2020, Bostic ha scritto un saggio per l'FRB Atlanta intitolato "Un imperativo morale ed economico per porre fine al razzismo". Vi ha scritto che il razzismo sistematico ha un impatto economico.
Bostic è stato indicato come potenziale candidato nel menzionato come un potenziale candidato nel novembre 2020 per la carica di Segretario del Tesoro nell'allora futura amministrazione Biden, un ruolo che alla fine è andata a Janet Yellen.
Nel 2021 è stato indicato come possibile sostituto di Jerome Powell alla presidenza della Federal Reserve.

## Vita privata
Bostic è la prima persona afroamericana e la prima apertamente gay selezionata per guidare una banca regionale della Federal Reserve.